# Juan Egaña Fabres
Juan María Egaña Fabres; abogado y político chileno. Nació en Santiago en 1809. Falleció en Valparaíso, en 1852. Hijo de Juan Egaña Risco y de Victoria Fabres González. Casado con Francisca Ugalde Montt, con quien tuvo descendencia.
Estudió en el Instituto Nacional, donde se graduó de abogado el 8 de marzo de 1834. Ejerció su profesión en Valparaíso, también fue secretario de la Municipalidad porteña.
Elegido Diputado suplente por La Ligua en 1837, nunca llegó a incorporarse titularmente. En 1846 salió elegido en propiedad por el mismo departamento. Integró en este período la Comisión permanente de Gobierno y Relaciones Exteriores.
En 1848 fue intendente de Santiago. En 1849 pasó a ser fiscal de la Corte de Apelaciones de Concepción.
Participó activamente en la Guerra Civil de 1851, lo que le acarreó persecución, siendo desterrado a la isla de Juan Fernández. Esto minó su salud, a consecuencia de lo cual murió en 1852.